# Robert Lang
Pour les articles homonymes, voir Lang.
Ne doit pas être confondu avec Robert J. Lang.
Robert Lang (né le 19 décembre 1970 à Teplice en Tchécoslovaquie) est un joueur professionnel tchèque de hockey sur glace qui évoluait au poste de centre.

## Carrière
Robert Lang est repêché par les Kings de Los Angeles au repêchage d'entrée dans la LNH 1990, en septième ronde, à la 133e position.
Au cours de sa carrière, Lang porte successivement les couleurs de Litvínov (Extraliga), des Kings de Los Angeles (Ligue nationale de hockey), du HC Sparta Prague (Extraliga), des Bruins de Boston, des Penguins de Pittsburgh, des Capitals de Washington, des Red Wings de Détroit et des Canadiens de Montréal (LNH).
Il connait sa meilleure saison en 2000-2001, au cours de laquelle il marque 80 points avec les Penguins. En 2003-2004, à Washington, Lang était en voie de battre son record personnel lorsqu'il fut blessé à une côte.
En 1998, il remporte la médaille d'or avec l'équipe de hockey sur glace de la République tchèque aux Jeux olympiques de Nagano.
Il rejoint les Wings en 2004, à la date limite des transactions.
Le 12 septembre 2008, les Canadiens de Montréal annoncent son acquisition des Blackhawks de Chicago en échange d'un choix de deuxième ronde au repêchage d'entrée dans la LNH 2010.
Le 1er février 2009, alors que les Canadiens affrontaient les Bruins de Boston, Lang tente de mettre en échec un joueur adverse et se blesse au tendon d'Achille. Après avoir disputé 50 matches, il est contraint de rater le reste de la saison régulière ; avec 18 buts, il était alors le meilleur marqueur de son équipe.
Le 29 septembre 2009, il signe un contrat d'un an avec les Coyotes de Phoenix.

## Statistiques

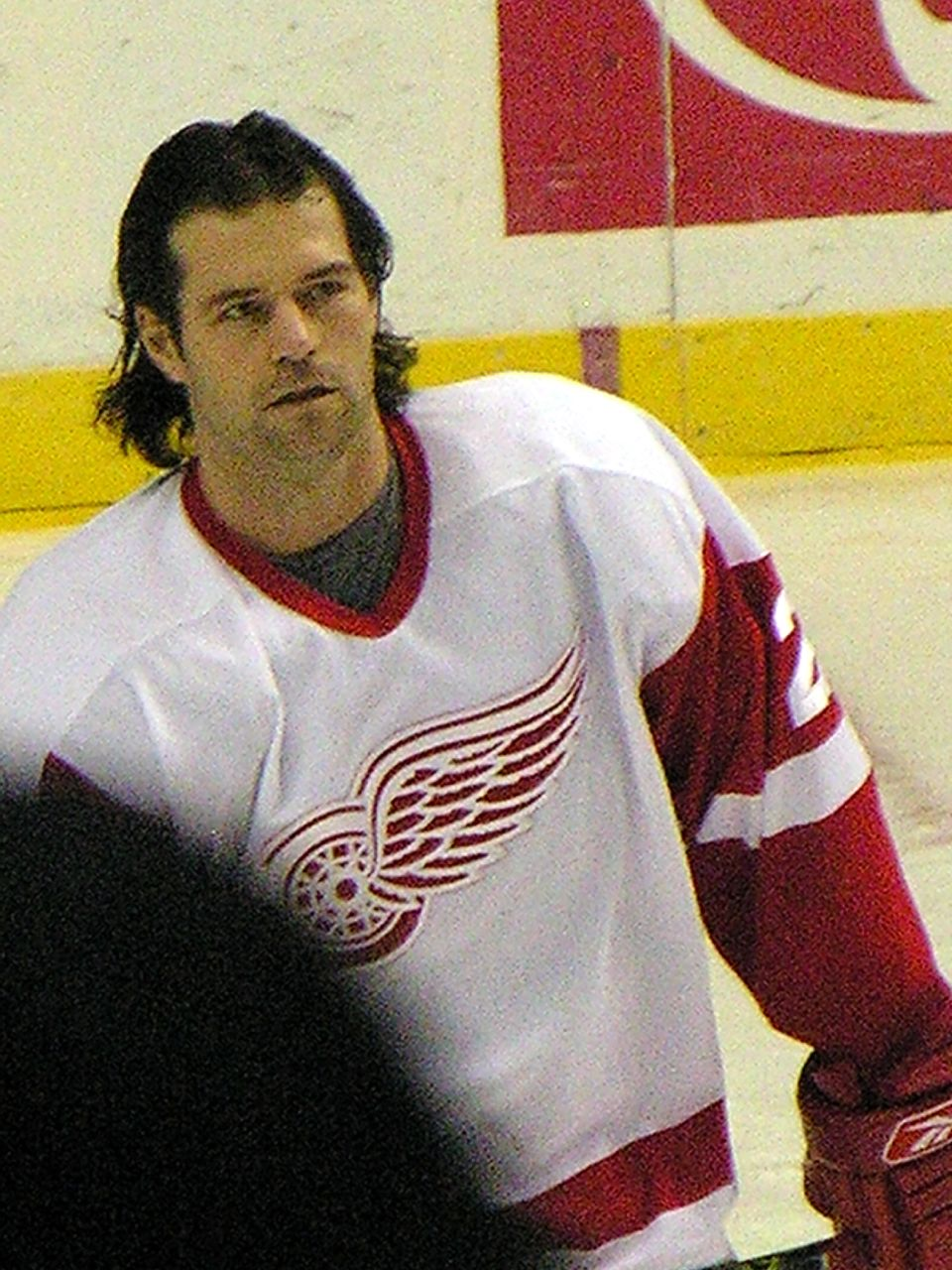
Robert Lang sous les couleurs des Red Wings de Détroit

### En club
| Saison     | Équipe                 | Ligue           |     | Saison régulière | Saison régulière | Saison régulière | Saison régulière | Saison régulière |    | Séries éliminatoires | Séries éliminatoires | Séries éliminatoires | Séries éliminatoires | Séries éliminatoires |
| Saison     | Équipe                 | Ligue           | PJ  | B                | A                | Pts              | Pun              | PJ               | B  | A                    | Pts                  | Pun                  |                      |                      |
| 1988-1989  | CHZ Litvínov           | Tchécoslovaquie | 7   | 3                | 2                | 5                | 0                | 8                | 3  | 3                    | 6                    | 0                    |                      |                      |
| 1989-1990  | CHZ Litvínov           | Tchécoslovaquie | 32  | 8                | 7                | 15               | -                | -                | -  | -                    | -                    | -                    |                      |                      |
| 1990-1991  | HC CHZ Litvínov        | Tchécoslovaquie | 56  | 26               | 26               | 52               | 38               | -                | -  | -                    | -                    | -                    |                      |                      |
| 1991-1992  | HC CHZ Litvínov        | Tchécoslovaquie | 43  | 12               | 31               | 43               | 34               | -                | -  | -                    | -                    | -                    |                      |                      |
| 1992-1993  | Kings de Los Angeles   | LNH             | 11  | 0                | 5                | 5                | 2                | -                | -  | -                    | -                    | -                    |                      |                      |
| 1992-1993  | Roadrunners de Phoenix | LIH             | 38  | 9                | 21               | 30               | 20               | -                | -  | -                    | -                    | -                    |                      |                      |
| 1993-1994  | Roadrunners de Phoenix | LIH             | 44  | 11               | 24               | 35               | 34               | -                | -  | -                    | -                    | -                    |                      |                      |
| 1993-1994  | Kings de Los Angeles   | LNH             | 32  | 9                | 10               | 19               | 10               | -                | -  | -                    | -                    | -                    |                      |                      |
| 1994-1995  | HC CHZ Litvínov        | Extraliga       | 16  | 4                | 19               | 23               | 28               | -                | -  | -                    | -                    | -                    |                      |                      |
| 1994-1995  | Kings de Los Angeles   | LNH             | 36  | 4                | 8                | 12               | 4                | -                | -  | -                    | -                    | -                    |                      |                      |
| 1995-1996  | Kings de Los Angeles   | LNH             | 68  | 6                | 16               | 22               | 10               | -                | -  | -                    | -                    | -                    |                      |                      |
| 1996-1997  | HC Sparta Prague       | Extraliga       | 38  | 14               | 27               | 41               | 30               | 5                | 1  | 2                    | 3                    | 4                    |                      |                      |
| 1996-1997  | HC Sparta Prague       | EuroHL          | 4   | 2                | 2                | 4                | 0                | 4                | 2  | 1                    | 3                    | 2                    |                      |                      |
| 1997-1998  | Bruins de Boston       | LNH             | 3   | 0                | 0                | 0                | 2                | -                | -  | -                    | -                    | -                    |                      |                      |
| 1997-1998  | Aeros de Houston       | LIH             | 9   | 1                | 7                | 8                | 4                | -                | -  | -                    | -                    | -                    |                      |                      |
| 1997-1998  | Penguins de Pittsburgh | LNH             | 51  | 9                | 13               | 22               | 14               | 6                | 0  | 3                    | 3                    | 2                    |                      |                      |
| 1998-1999  | Penguins de Pittsburgh | LNH             | 72  | 21               | 23               | 44               | 24               | 12               | 0  | 2                    | 2                    | 0                    |                      |                      |
| 1999-2000  | Penguins de Pittsburgh | LNH             | 78  | 23               | 42               | 65               | 14               | 11               | 3  | 3                    | 6                    | 0                    |                      |                      |
| 2000-2001  | Penguins de Pittsburgh | LNH             | 82  | 32               | 48               | 80               | 28               | 16               | 4  | 4                    | 8                    | 4                    |                      |                      |
| 2001-2002  | Penguins de Pittsburgh | LNH             | 62  | 18               | 32               | 50               | 16               | -                | -  | -                    | -                    | -                    |                      |                      |
| 2002-2003  | Capitals de Washington | LNH             | 82  | 22               | 47               | 69               | 22               | 6                | 2  | 1                    | 3                    | 2                    |                      |                      |
| 2003-2004  | Capitals de Washington | LNH             | 63  | 29               | 45               | 74               | 24               | -                | -  | -                    | -                    | -                    |                      |                      |
| 2003-2004  | Red Wings de Détroit   | LNH             | 6   | 1                | 4                | 5                | 0                | 12               | 4  | 5                    | 9                    | 0                    |                      |                      |
| 2005-2006  | Red Wings de Détroit   | LNH             | 72  | 20               | 42               | 62               | 72               | 6                | 3  | 3                    | 6                    | 2                    |                      |                      |
| 2006-2007  | Red Wings de Détroit   | LNH             | 81  | 19               | 33               | 52               | 66               | 18               | 2  | 6                    | 8                    | 8                    |                      |                      |
| 2007-2008  | Blackhawks de Chicago  | LNH             | 76  | 21               | 33               | 54               | 50               | -                | -  | -                    | -                    | -                    |                      |                      |
| 2008-2009  | Canadiens de Montréal  | LNH             | 50  | 18               | 21               | 39               | 36               | -                | -  | -                    | -                    | -                    |                      |                      |
| 2009-2010  | Coyotes de Phoenix     | LNH             | 62  | 9                | 20               | 29               | 28               | 4                | 0  | 1                    | 1                    | 0                    |                      |                      |
| Totaux LNH | Totaux LNH             | Totaux LNH      | 989 | 261              | 442              | 703              | 422              | 91               | 18 | 28                   | 46                   | 24                   |                      |                      |

### En équipe nationale
| Année | Équipe             | Compétition          |   | PJ | B | A  | Pts | Pun                |  | Résultat |
| 1992  | Tchécoslovaquie    | Jeux olympiques      | 8 | 5  | 8 | 13 | 8   | Médaille de bronze |  |          |
| 1992  | Tchécoslovaquie    | Championnat du monde | 8 | 2  | 2 | 4  | 2   | Médaille de bronze |  |          |
| 1996  | Tchéquie           | Championnat du monde | 8 | 5  | 4 | 9  | 2   | Médaille d'or      |  |          |
| 1996  | République tchèque | Coupe du monde       | 3 | 0  | 0 | 0  | 2   | 8e place           |  |          |
| 1997  | République tchèque | Championnat du monde | 8 | 1  | 1 | 2  | 25  | Médaille de bronze |  |          |
| 1998  | République tchèque | Jeux olympiques      | 6 | 0  | 3 | 3  | 0   | Médaille d'or      |  |          |
| 2002  | République tchèque | Jeux olympiques      | 4 | 1  | 2 | 3  | 2   | 7e place           |  |          |
| 2006  | République tchèque | Jeux olympiques      | 8 | 0  | 4 | 4  | 4   | Médaille de bronze |  |          |